# Liste der Kulturdenkmale in Elstra

Wappen

In der Liste der Kulturdenkmale in Elstra sind die Kulturdenkmale der sächsischen Stadt Elstra verzeichnet, die bis September 2024 vom Landesamt für Denkmalpflege Sachsen erfasst wurden (ohne archäologische Kulturdenkmale). Die Anmerkungen sind zu beachten.
Diese Liste ist eine Teilliste der Liste der Kulturdenkmale im Landkreis Bautzen.

## Liste der Kulturdenkmale in Elstra
| Bild                                    | Bezeichnung | Lage | Datierung                                                                                               | Beschreibung | ID       |
| --------------------------------------- | --- | --- | --- | --- | -------- |
|                                         | Denkmalschutzgebiet Altstadt Elstra (vorgeschlagen) | (Karte) | | Denkmalschutzgebiet Altstadt Elstra | 09301565 |
|                                         | Stahlbalkenbrücke auf Natursteinpfeilern (Granit) über die Schwarze Elster | (neben Hainmühle) (Karte)                                                                                            | Um 1890                                                                                                 | Bestandteil der Bahnstrecke Kamenz–Bischofswerda, technikgeschichtlich von Bedeutung, Stahlbalken als Fachwerkträger mit Dreiecksverbänden, Teile des Stahlbalkens 1945 gesprengt, 1947 original erneuert, Strecke seit 1969 außer Betrieb | 09228405 |
| Direkt Bild zu diesem Denkmal hochladen | Wegestein | (Straße Elstra–Kriepitz, Abzweig nach Miltitz) (Karte)                                                               | 1. Hälfte 19. Jahrhundert                                                                               | Verkehrshistorisch von Bedeutung, Granit, Schrift teilweise lesbar, relativ groß, ca. 1,60 m | 09228404 |
| Direkt Bild zu diesem Denkmal hochladen | Gemarkungsstein | (Straße Elstra–Rehnsdorf, hinter Nr. 20, rechte Straßenseite) (Karte)                                                | 19. Jahrhundert                                                                                         | Ortsgeschichtlich von Bedeutung, bezeichnet „Wohla“ und „Elstra“ | 09228403 |
|                                         | Kursächsische Postmeilensäule (Sachgesamtheit) | Am Markt (Karte) | Bezeichnet mit 1725 (Kopie 1995)                                                                        | Kopie einer Kursächsischen Distanzsäule aus Sandstein, bezeichnet 1725, mit Wappenstück, Inschriftenblock und Sockel. Die Säule steht an exponierter Stelle auf dem Marktplatz. Die Beschriftung der Säule wurde fehlerhaft nachgebildet. Das Original des Wappens befindet sich im Rathausfoyer und eine ebenfalls fehlerhafte Kopie des Schriftblockes am Hainmühlenweg. 1928 erfolgte die erste Nachbildung, 1961 die zweite Nachbildung und 1995 die dritte Nachbildung (Steinmetz Thomschke, Pulsnitz) der Säule. Im Jahre 1722 begann man im Kurfürstentum Sachsen mit der Aufstellung der Kursächsischen Postmeilensäulen. Kurfürst Friedrich August I. wollte hierdurch ein zeitgemäßes Verkehrs- und Transportleitsystem im Kurfürstentum aufbauen, um Handel und Wirtschaft zu fördern. Er beauftragte mit Generalvollmacht Magister Adam Friedrich Zürner (1679 – 1742) mit der Durchführung. Das System der Postmeilensäulen umfasste Distanzsäulen, Viertelmeilensteine, Halb- und Ganzmeilensäulen. Die Distanzsäulen sollten in den Städten vor den Stadttoren, später nur auf den Marktplätzen aufgestellt werden. Entlang der Poststraßen wurden Viertelmeilensteine, Halb- und Ganzmeilensäulen aufgestellt. Sie erhielten eine fortlaufende Nummerierung (Reihennummer), beginnend vom Anfang der Vermessung. Die Ganzmeilensäulen wurden außerhalb der Städte an den Poststraßen im Abstand von 1 Meile (= 9,062 km) aufgestellt. Die Distanzsäulen waren mit dem Monogramm „AR“ für „Augustus Rex“, dem kursächsisch und polnisch-litauischen Doppelwappen sowie der polnischen Königskrone gekennzeichnet. Die Ganzmeilen-, Halbmeilensäulen und Viertelmeilensteine waren alle ähnlich beschriftet, alle trugen kein Wappen, aber das Monogramm „AR“. Die Entfernungsangaben erfolgten in Wegestunden (1 Stunde= ½ Postmeile = 4,531 km). Dieses Meilensystem war das erste europäische Verkehrsleitsystem. Der hier betrachteten Säule kommt als Teil des überregional bedeutenden Postwegesystems eine hohe verkehrsgeschichtliche Bedeutung zu. | 09227462 |
|                                         | Rathaus | Am Markt 1 (Karte)                                                                                                   | Nach 1717                                                                                               | Baugeschichtlich, ortsgeschichtlich und städtebaulich von Bedeutung, zweigeschossig, Sandsteingewände, Gurtgesims, Walmdach, Dachreiter mit Uhr, Segmentbogenportal, Schlussstein mit Wappen, Fledermausgaupen | 09226252 |
| Direkt Bild zu diesem Denkmal hochladen | Wohnhaus in halboffener Bebauung und Ecklage | Am Markt 3 (Karte)                                                                                                   | Bezeichnet mit 1723                                                                                     | Teil der Marktplatzbebauung, baugeschichtlich und städtebaulich von Bedeutung, zweigeschossig, Gurtgesims, Segmentbogenportal mit Wappen, Schlussstein bezeichnet, schlichte Putzgliederung | 09225611 |
| Direkt Bild zu diesem Denkmal hochladen | Wohnhaus in geschlossener Bebauung | Am Markt 5 (Karte)                                                                                                   | 2. Hälfte 18. Jahrhundert                                                                               | Teil der Marktplatzbebauung, baugeschichtlich und städtebaulich von Bedeutung, Obergeschoss Fachwerk, verputzt, Südseite Marktplatz | 09226257 |
| Direkt Bild zu diesem Denkmal hochladen | Wohnhaus in halboffener Bebauung und Ecklage | Am Markt 8 (Karte)                                                                                                   | 18. Jahrhundert                                                                                         | Teil der Marktplatzbebauung, baugeschichtlich und platzbildprägend von Bedeutung, prägnante Ecklage, Obergeschoss Fachwerk, verputzt, Walmdach, zweigeschossig | 09226260 |
| Direkt Bild zu diesem Denkmal hochladen | Wohnhaus in geschlossener Bebauung | Am Markt 9 (Karte)                                                                                                   | 1. Hälfte 19. Jahrhundert                                                                               | Teil der Marktplatzbebauung, baugeschichtlich und städtebaulich von Bedeutung, zweigeschossig | 09226262 |
| Direkt Bild zu diesem Denkmal hochladen | Wohnhaus in geschlossener Bebauung | Am Markt 10 (Karte)                                                                                                  | 1. Hälfte 19. Jahrhundert                                                                               | Teil der Marktplatzbebauung, baugeschichtlich und städtebaulich von Bedeutung, mit Ladeneinbau, zweigeschossig, Dachhäuschen verschiefert, Westseite Marktplatz | 09226263 |
| Direkt Bild zu diesem Denkmal hochladen | Wohnhaus in geschlossener Bebauung | Am Markt 12 (Karte)                                                                                                  | Vermutlich 18. Jahrhundert                                                                              | Teil der Marktplatzbebauung, baugeschichtlich und städtebaulich von Bedeutung, zweigeschossig, unregelmäßige Fensterhöhen, Segmentbogenportal | 09226264 |
| Direkt Bild zu diesem Denkmal hochladen | Wohnhaus in geschlossener Bebauung | Am Markt 13 (Karte)                                                                                                  | 2. Hälfte 19. Jahrhundert                                                                               | Teil der Marktplatzbebauung, baugeschichtlich und städtebaulich von Bedeutung, zweigeschossig, Dachhäuschen | 09226581 |
| Direkt Bild zu diesem Denkmal hochladen | Wohnhaus mit Laden in geschlossener Bebauung | Am Markt 14 (Karte)                                                                                                  | 2. Hälfte 19. Jahrhundert                                                                               | Teil der Marktplatzbebauung, baugeschichtlich und städtebaulich von Bedeutung, zweigeschossig, Gurtgesims, Dachhäuschen, Hofflügel mit Pultdach und zu großen Teilen original erhaltenem bauzeitlichen Bruchsteinmauerwerk sowie herkömmlicher hölzerner Dachkonstruktion | 09226270 |
| Direkt Bild zu diesem Denkmal hochladen | Wohnhaus mit Laden in geschlossener Bebauung | Am Markt 15 (Karte)                                                                                                  | 2. Hälfte 19. Jahrhundert                                                                               | Teil der Marktplatzbebauung, baugeschichtlich und städtebaulich von Bedeutung, zweigeschossig, Gurtgesims, Drempel | 09226269 |
| Direkt Bild zu diesem Denkmal hochladen | Wohnhaus in geschlossener Bebauung | Am Markt 16 (Karte)                                                                                                  | 2. Hälfte 19. Jahrhundert                                                                               | Teil der Marktplatzbebauung, baugeschichtlich und städtebaulich von Bedeutung, intaktes Wand-Öffnung-Verhältnis, Putzbau, zweigeschossig, Gurtgesims, Drempel mit Lüftungsrosetten, Satteldach, Biberschwanzdeckung, zwei neue Gaupen überdimensioniert | 09227454 |
| Direkt Bild zu diesem Denkmal hochladen | Wohnhaus in halboffener Bebauung und Ecklage | Am Markt 17 (Karte)                                                                                                  | 2. Hälfte 18. Jahrhundert                                                                               | Teil der Marktplatzbebauung, baugeschichtlich und platzbildprägend von Bedeutung, mit Ladeneinbau, prägnante Ecklage, zweigeschossig, Walmdach, Fledermausgaupen | 09226267 |
| Direkt Bild zu diesem Denkmal hochladen | Ehrendenkmal des Turnervereins zu Elstra für ihre gefallenen und vermissten Sportler im Ersten Weltkrieg (Turnerdenkmal) | Am Stadtpark (Karte)                                                                                                 | Nach 1918                                                                                               | Ortsgeschichtliche Bedeutung | 09306747 |
| Direkt Bild zu diesem Denkmal hochladen | Wohnhaus in geschlossener Bebauung und prägnanter Ecklage | Bachgasse 9 (Karte)                                                                                                  | 18. Jahrhundert                                                                                         | Granit-Segmentbogenportal mit Bäckerwappen, baugeschichtlich und ortsgeschichtlich von Bedeutung, Walmdach, Granit-Segmentbogenportal mit Bäckerwappen in Nische über der Tür, Granitpfosten | 09227324 |
| Direkt Bild zu diesem Denkmal hochladen | Wohnhaus in Ecklage | Bachgasse 10 (Karte)                                                                                                 | 18. Jahrhundert                                                                                         | Obergeschoss Fachwerk verputzt, baugeschichtlich von Bedeutung, Obergeschoss Fachwerk, verputzt, Frackdach, Fenster original, Abbruchgenehmigung 2002 erteilt, bis Januar 2008 irrtümlich unter Nummer 11 in der Denkmalliste geführt, laut ALK-Daten besitzt dieses Gebäude die Nummer 10 | 09225285 |
| Direkt Bild zu diesem Denkmal hochladen | Wohnhaus in offener Bebauung | Bahnhofstraße 1 (Karte)                                                                                              | Um 1900                                                                                                 | Villenartiges Wohnhaus mit Einflüssen des Schweizerstils, baugeschichtlich von Bedeutung, zweigeschossiger massiver Putzbau, Seitenrisalit, Dachüberstand, einige Schmuckformen | 09223057 |
| Weitere Bilder                          | Friedhof Elstra (Sachgesamtheit) | Bischofswerdaer Straße (Karte)                                                                                       | 1. Hälfte 19. Jahrhundert                                                                               | Sachgesamtheit Friedhof Elstra mit folgenden Einzeldenkmalen: Kapelle, Grabmal, zwei Grabanlagen; Soldatengrab mit Grabmal (2. Weltkrieg) und sämtliche schmiedeeiserne Grabeinfriedungen, ehemalige Leichenhalle und Teile der Einfriedung (siehe Obj. 09226245), alter Friedhof mit Alleenkreuz (Gartendenkmal), Teile der Einfriedung und neuer Friedhof mit Lindenreihen als Sachgesamtheitsteile; baugeschichtlich, gartengeschichtlich und ortsgeschichtlich sowie landschaftsgestaltend von Bedeutung. Der Friedhof Elstra besteht aus einem nördlichen alten, 1863 angelegten, und einem südlichen, 1920 angelegten neuen Teil. Der alte Teil ist von einer Mauer aus verputztem Mauerwerk umgeben und durch ein Wegekreuz mit geschnittenen Lindenalleen gekennzeichnet. Die Leichenhalle und eine Grabkapelle bilden die Endpunkte der Querallee. Die Grabkapelle wurde für die 1868 verstorbene Joh. Christ. Eleonore Cramer (Tochter des Stadtrichters Joh. Gottl. Cramer) errichtet. Eine Lindenreihe (1883 nachweisbar) steht parallel zur östlichen Friedhofsmauer. Bemerkenswert sind die erhaltenen Einfriedungen der Gräber an der Friedhofsmauer und in der Querallee. Ein Kriegsgrab mit Granitmauer und einer Gedenktafel trägt die Inschrift: „Es starben am 20. und 26. April 1945“ Es folgen die Namen der Toten. Der alte Teil des Friedhofs ist in seiner Struktur und Ausstattung gut erhalten und hat Zeugniswert für einen schlichten mit Wegekreuz angelegten äußeren Stadtfriedhof. Darin besteht seine gartengeschichtliche Bedeutung. Der neue Friedhofsteil ist durch Lindenreihen (mit freiwachsenden Kronen) räumlich gegliedert und hat an der Ostgrenze eine Einfriedungsmauer aus Granitsteinmauerwerk und an der Westgrenze eine Einfriedungsmauer aus verputztem Ziegelmauerwerk. Durch die Lindenreihen mit malerischen, weit ausladenden Kronen ist der neue Friedhofsteil wesentlich geprägt und hat landschaftsgestaltende Bedeutung.                                                                                        | 09301560 |
|                                         | Kapelle, Grabmal, zwei Grabanlagen und sämtliche schmiedeeiserne Grabeinfriedungen (Einzeldenkmale zu ID-Nr. 09301560) | Bischofswerdaer Straße (Karte)                                                                                       | 1887 (Friedhofskapelle); 1. Drittel 19. Jahrhundert (Grabmal); 19. Jahrhundert und um 1910 (Grabanlage) | Einzeldenkmale der Sachgesamtheit Friedhof Elstra (siehe auch Sachgesamtheitsdokument Obj. 09301560); baugeschichtlich und ortsgeschichtlich von Bedeutung. - Klassizistisches Grabmal mit Medaillon und verwitterter Inschrift, 1. Drittel 19. Jahrhundert - Grabanlage mit Einfriedung: Sarkophag mit Granitplatte und verwitterter Inschrift, 19. Jahrhundert - Wandgrabanlage mit Einfriedung, monumentale Granitwand mit seitlichen Pilastern und zwei Wappen, Inschrift verwittert, vermutlich ehemals Rittergutsbesitzer, um 1910 | 09226245 |
| Direkt Bild zu diesem Denkmal hochladen | Wegestein | Bischofswerdaer Straße, gegenüber vom Friedhof (Karte)                                                               | Um 1850                                                                                                 | Verkehrsgeschichtlich von Bedeutung, vermutlich zum Kilometerstein umgearbeiteter früherer Königlich-Sächsischer Meilenstein, Sandstein, Schrift nur teilweise lesbar | 09221901 |
| Direkt Bild zu diesem Denkmal hochladen | Brennofen in Rechteckform nach dem Funktionsprinzip des Rundofens (Töpferei Barchmann) | Bischofswerdaer Straße 9 (Karte)                                                                                     | Um 1890                                                                                                 | Mit ca. 36 m³ Fassungsvermögen, Schamotteziegelmauerwerk, einziger noch bestehender Brennofen dieser Größe im Gebiet, technikgeschichtlich von Bedeutung, sechs Feuerungen (seitlich jeweils drei), bereits entfernt, Türen noch vorhanden, gesamter Ofen nach Stilllegung 1971 mit Spanplatten verkleidet, Rückbau insgesamt möglich, Schornstein 1994 abgebrochen | 09228388 |
| Direkt Bild zu diesem Denkmal hochladen | Wohnhaus in geschlossener Bebauung | Bischofswerdaer Straße 14 (Karte)                                                                                    | Wahrscheinlich vor 1800                                                                                 | Obergeschoss Fachwerk verputzt, baugeschichtlich von Bedeutung, zweigeschossig | 09223926 |
| Direkt Bild zu diesem Denkmal hochladen | Wohnhaus in geschlossener Bebauung | Bischofswerdaer Straße 16 (Karte)                                                                                    | Wahrscheinlich vor 1800                                                                                 | Obergeschoss Fachwerk verputzt, baugeschichtlich von Bedeutung, zweigeschossig | 09223927 |
| Direkt Bild zu diesem Denkmal hochladen | Wohnhaus in prägnanter Ecklage | Bischofswerdaer Straße 18 (Karte)                                                                                    | Nach 1800                                                                                               | Obergeschoss Fachwerk verputzt, baugeschichtlich von Bedeutung, Krüppelwalmdach, bis April 2008 irrtümlich unter Stadtring 23 a erfasst, bildet mit dem unmittelbar benachbarten Haus Stadtring 23a eine bauliche Einheit | 09226246 |
| Direkt Bild zu diesem Denkmal hochladen | Wohnhaus mit qualitätvollem Holztor und angebaute Scheune eines Vierseithofes | Bischofswerdaer Straße 20 (Karte)                                                                                    | Um 1880                                                                                                 | Wohnhaus mit qualitätvollem Holztor im Stil der Neorenaissance, baugeschichtlich und straßenbildprägend von Bedeutung. - Wohnhaus: zweigeschossig, Bruchsteinmauerwerk, Natursteingewände, Toreinfahrt im Neorenaissancestil saniert - Scheune: zwei Toreinfahrten, Hechtgaupe unsaniert | 09227489 |
| Direkt Bild zu diesem Denkmal hochladen | Fabrikantenvilla | Hainmühlenweg 2 (Karte)                                                                                              | Um 1900                                                                                                 | Späthistoristischer Putzbau, baugeschichtlich und ortsgeschichtlich von Bedeutung, zweigeschossiger massiver Putzbau, geschweifte Giebel, Walmdach, Kontext Röhrenfabrik | 09223058 |
| Weitere Bilder                          | Mühlenanwesen (Hainmühle/Hommelmühle), bestehend aus Wohnmühlengebäude mit Wappen der Äbtissin Anna Margareta Dornin und Insignien des Müllerhandwerks über der Eingangstür, der früheren Ölmühle und Stallgebäude, einschließlich vorhandener Mahltechnik und Resten der wassertechnischen Anlage (Radkammer in Bruchsteinmauerwerk zwischen Mahl- und Ölmühle) | Hainmühlenweg 4 (Karte)                                                                                              | Bezeichnet mit 1602 im Wappen                                                                           | Ehemals zum Kloster Marienstern gehörend, Wohnmühlengebäude Bruchsteinmauerwerk, Ölmühle, Obergeschoss Lehmstaken-Fachwerk, Satteldach mit Biberschwänzen, Stallgebäude Obergeschoss Fachwerk, teilweise überputzt, baugeschichtlich, sozialgeschichtlich und ortsgeschichtlich von Bedeutung. Ehem. Hainmühle: - Wohnmühlengebäude: Satteldach, Schiefer, teilweise Holzschindelverschalung, Putz erneuert, Türgewände entfernt - Technische Ausstattung weitestgehend vorhanden: stehendes Getriebe (Eisenräder mit Holzkämmen), Haupttransmission, desolate Holzwelle des ehemaligen oberschlächtigen Wasserrades (Wasserrad zerfallen), Einzylinder-Dieselmotor der Firma Deutz mit liegendem Zylinder (Baujahr 1935), funktionsfähig, Walzenstuhl der Firma Wilhelm Franke, Oberlichtenau, von 1924 - Ölmühle: Technik entfernt - Stallgebäude: Krüppelwalm mit Biberschwanzdeckung, Erdgeschoss Bruchstein - Mühlgraben im Profil noch erkennbar - Steinbogenbrücke zwischen Radkammer und Mühlgrabenunterlauf | 09228408 |
| Direkt Bild zu diesem Denkmal hochladen | Wohnhaus in halboffener Bebauung | Kamenzer Straße 1 (Karte)                                                                                            | 18. Jahrhundert                                                                                         | Baugeschichtlich und straßenbildprägend von Bedeutung, mit Ladeneinbau, zweigeschossig, übergiebelter Eingang, Mansarddach mit Krüppelwalm, Dachhäuschen, Tür original | 09227463 |
| Direkt Bild zu diesem Denkmal hochladen | Wohnhaus in offener Bebauung | Kamenzer Straße 13 (Karte)                                                                                           | Um 1900                                                                                                 | Villenartig, authentisch, baugeschichtlich von Bedeutung, zweigeschossiger massiver Putzbau, Seitenrisalit, Dachüberstand | 09223056 |
| Direkt Bild zu diesem Denkmal hochladen | Wohnhaus (ohne Anbau) in Ecklage zum Marktplatz | Kirchgasse 2 (Karte)                                                                                                 | 2. Hälfte 19. Jahrhundert, Kern älter                                                                   | Baugeschichtlich und platzbildprägend von Bedeutung, sehr schmal | 09226265 |
| Direkt Bild zu diesem Denkmal hochladen | Wohnhaus in geschlossener Bebauung und Ecklage | Kirchgasse 4 (Karte)                                                                                                 | Um 1800                                                                                                 | Obergeschoss Fachwerk verputzt, baugeschichtlich und hausgeschichtlich von Bedeutung, zweigeschossig, Obergeschoss Fachwerk, verputzt, Krüppelwalmdach, Fledermausgaupe, Granittürstock | 09227322 |
| Weitere Bilder                          | Postmeilensäule | Klosterstraße, Ecke Hainmühlenweg (Karte)                                                                            | 1725 | Reststück einer Distanzsäule, verkehrsgeschichtlich und ortsgeschichtlich von Bedeutung, früher am Markt stehend, am Originalstandort durch Kopie ersetzt, zugehöriges originales Wappenstück wird im Rathaus ausgestellt | 09227490 |
|                                         | Wegestein | Klosterstraße, Ecke Hainmühlenweg (Karte)                                                                            | 19. Jahrhundert                                                                                         | Ortsgeschichtlich und verkehrsgeschichtlich von Bedeutung, relativ kleine Säule aus Granit mit breiterem, quadratischen Sockel und eingetieftem Schriftfeld, Farbbeschriftung erneuert | 09227464 |
| Direkt Bild zu diesem Denkmal hochladen | Wohnhaus in halboffener Bebauung und Ecklage | Klosterstraße 1 (Karte)                                                                                              | Ende 19. Jahrhundert                                                                                    | Bildet städtebaulichen Komplex mit Lange Gasse 2, baugeschichtlich und straßenbildprägend von Bedeutung, zweigeschossig, Gurtgesims, Traufgesims, reich profilierte Sandsteingewände, Mansarddach | 09223219 |
| Direkt Bild zu diesem Denkmal hochladen | Wohnhaus in offener Bebauung | Klosterstraße 7 (Karte)                                                                                              | 1. Hälfte 19. Jahrhundert                                                                               | Obergeschoss Fachwerk verputzt, baugeschichtlich von Bedeutung, steiles Krüppelwalmdach, Erdgeschoss geringfügig verändert | 09223060 |
| Direkt Bild zu diesem Denkmal hochladen | Wohnhaus eines ehemaligen Dreiseithofes | Klosterstraße 9 (Karte)                                                                                              | Bezeichnet mit 1830 (Dachbalken)                                                                        | Baugeschichtlich und hausgeschichtlich Bedeutung, zweigeschossiger massiver Putzbau, intaktes Wand-Öffnung-Verhältnis, Fenstersprossung, Granit-Türgewände (Segmentbogen mit Schlussstein), Krüppelwalmdach, Biberschwanz-Kronendeckung, weitgehend denkmalgerecht saniert | 09223059 |
| Weitere Bilder                          | Auszugshaus der ehemaligen Roten Mühle | Klosterstraße 10 (Karte)                                                                                             | Bezeichnet mit 1836, Kern womöglich älter                                                               | Obergeschoss Fachwerk verbrettert, bau- und ortsgeschichtlich von Bedeutung, Erdgeschoss Bruchstein, bezeichnet im Türstock, Mansarddach mit Krüppelwalm, Mühlengebäude modernisiert, Wehranlage entfernt, Mühlgraben verfüllt, Kern des Gebäudes womöglich älter als bezeichnet | 09226255 |
| Direkt Bild zu diesem Denkmal hochladen | Wohnhaus mit Ladenzone in prägnanter Ecklage | Lange Gasse 2 (Karte)                                                                                                | Bezeichnet mit 1903                                                                                     | Baugeschichtlich von Bedeutung, vielgliedrige Dachlandschaft mit Laterne, zeittypische Zierelemente, straßenbildprägend, zweigeschossig, Lisenengliederung, Sandsteinfenstergewände, Mansarddach, Traufgesims, abgeschrägte Ecke, Wetterfahne bezeichnet mit 1903, saniert 1991 | 09223218 |
| Weitere Bilder                          | Rittergut und Gutspark Elstra (Sachgesamtheit) | Lessinggasse 3, 7 (Karte)                                                                                            | 1710–1902                                                                                               | Sachgesamtheit Rittergut Elstra mit folgenden Einzeldenkmalen: Schloss (Nr. 7), zwei Wirtschaftsgebäude, Herkulesfigur aus Sandstein und Einfriedung im Schlossbereich sowie herrschaftliches Wohnhaus (eventuell Gutsverwalterhaus Nr. 3), drei Wirtschaftsgebäude inklusive Brennerei, Taubenhaus, Schornstein und Hofpflasterung im Rittergutsbereich (siehe Einzeldenkmalliste - Obj. 09228399) sowie Gutspark (Gartendenkmal); gartengeschichtlich und ortsgeschichtlich von Bedeutung. Gartenteile: - Zufahrtsweg und Auffahrt zum Schloss sowie alter Baumbestand im Nordwesten des Schlosses - Schlossterrasse im Südosten des Schlosses - Schlossnaher Parkbereich mit altem Baumbestand in der unteren Ebene - Parkbereich auf einer Plateaufläche im Südosten des Schlosses mit Hangbereich und zwei Aussichtsplätzen (Bastion und Neugierde) | 09301563 |
| Weitere Bilder                          | Schloss (Nr. 7), zwei Wirtschaftsgebäude, Atlasfigur aus Sandstein und Einfriedung im Schlossbereich sowie Wohnhaus (eventuell Gutsverwalterhaus, Nr. 3), drei Wirtschaftsgebäude inklusive Brennerei, Taubenhaus, Schornstein und Hofpflasterung im Rittergutsbereich (Einzeldenkmale zu ID-Nr. 09301563)                                                       | Lessinggasse 3, 7 (Karte)                                                                                            | Um 1720 (Gutsverwalterhaus); 1902 (Schloss); um 1860 (Schornstein)                                      | Einzeldenkmale der Sachgesamtheit Rittergut Elstra (siehe auch Sachgesamtheitsliste - Obj. 09301563); baugeschichtlich, künstlerisch und ortsgeschichtlich von Bedeutung. - Schloss: zweigeschossig, Bruchsteinmauerwerk, Neubau des abgebrannten Schlosses - Rittergut: Wohnhaus (eventuell Gutsverwalterhaus) mit Laubenvorbau und Mansarddach, Portal mit Wappen derer von Knoch, Wirtschaftsgebäude in Bruchsteinmauerwerk, Nordflügel (Stallgebäude) mit der ehemaligen Brennerei im mittleren Gebäudeteil (in einem der Wirtschaftsgebäude Kegelbahn aus DDR-Zeiten) - Schornstein: achteckig, in Ziegelbauweise, auf Granitsteinsockel - Pavillon im Park abgebrochen | 09228399 |
| Direkt Bild zu diesem Denkmal hochladen | Schmiede Mierisch | Lessinggasse 9 (Karte)                                                                                               | Bezeichnet mit 1658 (am Ausleger)                                                                       | Ortsgeschichtlich von Bedeutung, zweigeschossiger Baukörper mit Anbau, Walmdach mit Fledermausgaupen | 09223925 |
| Direkt Bild zu diesem Denkmal hochladen | Wohnhaus und Nebengebäude sowie grundstücksbegleitender Bruchsteinmauer als Einfriedung entlang der Parkgasse (Marien-Apotheke) | Parkgasse 2 (Karte)                                                                                                  | 18. Jahrhundert                                                                                         | Wohnhaus Putzbau mit aufwendigem barockem Portal, zum Ensemble Marktplatz gehörend, baugeschichtlich von Bedeutung, Walmdach, stattlicher zweigeschossiger Baukörper, straßenbildprägend, dokumentiert ursprüngliche Ortsbebauung, barockes Türportal, Segmentbogen mit Schlussstein, Einfriedungsmauer Bruchstein | 09226250 |
| Direkt Bild zu diesem Denkmal hochladen | Wohnhaus in Ecklage mit Torbogen und Sitznischenportal mit Renaissance-Zierelementen | Pfarrgasse 1 (Karte)                                                                                                 | 1608 | Markanter Wohnbau des frühen 17. Jahrhunderts mit Torbogen und Renaissance-Sitznischenportal, besondere baugeschichtliche und hausgeschichtliche Bedeutung, Walmdach, Obergeschoss Fachwerk, verputzt, Vorlauben, Tür original, Sitznischen neu, Bruchsteinmauer | 09223928 |
| Direkt Bild zu diesem Denkmal hochladen | Wohnhaus in Ecklage | Pfarrgasse 2 (Karte)                                                                                                 | 1. Hälfte 19. Jahrhundert                                                                               | Teil der Marktplatzbebauung, Obergeschoss Fachwerk verputzt, baugeschichtlich von Bedeutung, zweigeschossig, Hechtgaube, Giebel verschiefert, Krüppelwalmdach. Abbruch der Anbauten genehmigt 1996. | 09226261 |
| Direkt Bild zu diesem Denkmal hochladen | Pfarrhaus | Pfarrgasse 4 (Karte)                                                                                                 | 18. Jahrhundert                                                                                         | Baugeschichtlich und ortsgeschichtlich von Bedeutung, zweigeschossig, Krüppelwalmdach, Segmentbogenportal mit Verdachung | 09226983 |
| Direkt Bild zu diesem Denkmal hochladen | Haustür eines Wohnhauses | Pfarrgasse 21 (Karte)                                                                                                | Um 1830                                                                                                 | Hausgeschichtlich von Bedeutung. Das Wohnhaus selbst steht seit 2002 nicht mehr unter Denkmalschutz. | 09227311 |
| Direkt Bild zu diesem Denkmal hochladen | Scheune und Wirtschaftsgebäude über L-förmigem Grundriss (Schafstall) | Pfarrgasse 27 (Karte)                                                                                                | 18. Jahrhundert                                                                                         | Baugeschichtlich und sozialgeschichtlich von Bedeutung, singulär im Ort mit Fledermausgaupen, Haustüren und Scheunendurchfahrten, tief heruntergezogenes Dach (vermutlich Alte Schäferei) | 09227314 |
| Direkt Bild zu diesem Denkmal hochladen | Gedenkstein mit Einfriedung (Deutsch-Französischer Krieg) | Pulsnitzer Straße (Karte)                                                                                            | Bezeichnet mit 1871                                                                                     | Ortsgeschichtlich von Bedeutung, Granit, Inschrift: „Diese Eiche mahne, dass Frieden ist der Einheit schönster Preis“ | 09227315 |
| Direkt Bild zu diesem Denkmal hochladen | Wohnhaus in ehemals geschlossener Bebauung und Ecklage | Pulsnitzer Straße 1 (Karte)                                                                                          | 18. Jahrhundert                                                                                         | Teil der Marktplatzbebauung, baugeschichtlich und städtebaulich von Bedeutung, mit Ladeneinbau, prägnante Ecklage, zweigeschossig, Walmdach | 09226266 |
| Direkt Bild zu diesem Denkmal hochladen | Wohnhaus in geschlossener Bebauung | Pulsnitzer Straße 2 (Karte)                                                                                          | 1. Drittel 19. Jahrhundert                                                                              | Baugeschichtlich von Bedeutung, zweigeschossig, Fledermausgaupe, einige nicht denkmalgerechte Umbauten | 09227325 |
| Direkt Bild zu diesem Denkmal hochladen | Wohnhaus in geschlossener Bebauung | Pulsnitzer Straße 4 (Karte)                                                                                          | 1. Hälfte 19. Jahrhundert                                                                               | Obergeschoss Fachwerk verputzt, baugeschichtlich und ortsentwicklungsgeschichtlich von Bedeutung, Erdgeschoss massiv, weitgehend intaktes Wand-Öffnung-Verhältnis, Dach neu, Schleppgaupe | 09226420 |
| Direkt Bild zu diesem Denkmal hochladen | Wohnhaus in halboffener Bebauung | Pulsnitzer Straße 6 (Karte)                                                                                          | 1. Drittel 19. Jahrhundert                                                                              | Baugeschichtlich von Bedeutung, zweigeschossig, Fledermausgaupe | 09227326 |
| Direkt Bild zu diesem Denkmal hochladen | Wohnhaus in geschlossener Bebauung | Pulsnitzer Straße 19 (Karte)                                                                                         | 1. Drittel 19. Jahrhundert                                                                              | Obergeschoss Fachwerk verputzt, baugeschichtlich und ortsentwicklungsgeschichtlich von Bedeutung, zweigeschossig, Fledermausgaupe, straßenbildprägend | 09227317 |
| Direkt Bild zu diesem Denkmal hochladen | Wohnhaus in geschlossener Bebauung | Pulsnitzer Straße 20 (Karte)                                                                                         | 1. Hälfte 19. Jahrhundert                                                                               | Obergeschoss Fachwerk verputzt, baugeschichtlich und ortsentwicklungsgeschichtlich von Bedeutung, Satteldach mit Schieferdeckung, Fledermausgaupen, straßenbildprägend. Irrtümlich stand bis 2002 unter dieser Hausnummer ein anderes Haus (vermutlich die Nummer 16, diese aber kein Denkmal) in der Denkmalliste. | 09227319 |
| Direkt Bild zu diesem Denkmal hochladen | Wohnhaus in geschlossener Bebauung | Pulsnitzer Straße 22 (Karte)                                                                                         | 1. Hälfte 19. Jahrhundert                                                                               | Obergeschoss Fachwerk verputzt, baugeschichtlich und ortsentwicklungsgeschichtlich von Bedeutung, verputzt, Satteldach mit Pfannendeckung, weitgehend intaktes Wand-Öffnung-Verhältnis | 09229975 |
| Direkt Bild zu diesem Denkmal hochladen | Wohnhaus in geschlossener Bebauung | Pulsnitzer Straße 24 (Karte)                                                                                         | 1. Hälfte 19. Jahrhundert                                                                               | Obergeschoss Fachwerk verputzt, baugeschichtlich und ortsentwicklungsgeschichtlich von Bedeutung, Granit-Türgewände, weitgehend intaktes Wand-Öffnung-Verhältnis | 09223671 |
| Direkt Bild zu diesem Denkmal hochladen | Denkmal für die Gefallenen des Ersten Weltkrieges | Schulstraße, auf dem Kirchhof (Karte)                                                                                | Bezeichnet mit 1922                                                                                     | Ortsgeschichtlich von Bedeutung, Granit | 09227323 |
| Direkt Bild zu diesem Denkmal hochladen | Schule mit Mauer und Einfriedung | Schulstraße 1 (Karte)                                                                                                | 1880 | Baugeschichtlich und ortsgeschichtlich von Bedeutung, zweigeschossig, Gurtgesims, Tür original, Mittelrisalit getreppt, Vasenbekrönung, Schulbau mit schlichter zeittypischer Putzgliederung, Mittelrisalit, Sandsteingewände, nach originalem Vorbild saniert | 09227274 |
| Direkt Bild zu diesem Denkmal hochladen | Wohnhaus in geschlossener Bebauung und Ecklage | Schulstraße 2 (Karte)                                                                                                | 18. Jahrhundert                                                                                         | Baugeschichtlich von Bedeutung, zweigeschossig, Walmdach, Fledermausgaupe | 09227320 |
| Weitere Bilder                          | Evangelische Stadtkirche St. Michael (Michaeliskirche), Kirchhof, fünf Grabmäler aus dem 18. Jahrhundert an der Kirchenwand und Einfriedungsmauer | Schulstraße 3 (Karte)                                                                                                | 1726 (Kirche); 1710–1878 (Grabmal)                                                                      | Markantes Zeugnis der Kirchenbaukunst vor allem des Barock, baugeschichtlich und ortsgeschichtlich von Bedeutung. Kirche schlichter Saalbau mit Barockausstattung; Grabmal M. Georg Leffler, gestorben 1731; Grabmal Johanna Sophia Leffler, gestorben 1710; Grabmal M. Immanuel Goltz, gestorben 1760; Grabmal Johann Gottlieb Schurig, gestorben 1846 und Johanne Christiane Salome Schurig, gestorben 1878; barockes Grabmal an der Südseite der Kirche; Einfriedungsmauer aus verputztem Bruchstein. | 09227310 |
| Direkt Bild zu diesem Denkmal hochladen | Wohnhaus in geschlossener Bebauung | Schulstraße 8 (Karte)                                                                                                | Anfang 19. Jahrhundert                                                                                  | Obergeschoss Fachwerk verputzt, baugeschichtlich von Bedeutung, zweigeschossig, Fledermausgaupen. 2002 Streichung aus der Denkmalliste, da Denkmaleigenschaften zu gering, um Denkmalwürdigkeit zu begründen (Fachwerk wurde bei Sanierung entfernt, große Öffnungen, rechtsseitig völlig neu aufgemauert). 2003 Streichung rückgängig gemacht. Objekt ist mit denkmalschutzrechtlicher Genehmigung saniert worden. | 09227321 |
| Direkt Bild zu diesem Denkmal hochladen | Wohnhaus in geschlossener Bebauung | Stadtring 3 (Karte)                                                                                                  | 18. Jahrhundert                                                                                         | Obergeschoss Fachwerk verbrettert, baugeschichtlich und ortsentwicklungsgeschichtlich von Bedeutung | 09226222 |
| Direkt Bild zu diesem Denkmal hochladen | Wohnstallhaus in geschlossener Bebauung | Stadtring 5 (Karte)                                                                                                  | 1. Hälfte 19. Jahrhundert                                                                               | Obergeschoss Fachwerk verputzt, baugeschichtlich und ortsentwicklungsgeschichtlich von Bedeutung, Fenster original | 09226243 |
| Direkt Bild zu diesem Denkmal hochladen | Wohnhaus in geschlossener Bebauung | Stadtring 7 (Karte)                                                                                                  | 1. Hälfte 19. Jahrhundert                                                                               | Obergeschoss Fachwerk verputzt, baugeschichtlich und ortsentwicklungsgeschichtlich von Bedeutung, Fenster original | 09226244 |
| Direkt Bild zu diesem Denkmal hochladen | 20 Stadtscheunen | Stadtring 26a, 26b, 26c, 26d, 26e, 26f, 26g, 26h, 26i, 26j, 26k, 26n, 26o, 26p, 26q, 26r, 26s, 26t, 26u, 26v (Karte) | 2. Hälfte 19. Jahrhundert bis ca. 1930                                                                  | Bruchsteinmauerwerk, baugeschichtlich und ortsentwicklungsgeschichtlich von Bedeutung. Zwei ursprünglich auch als Denkmal aufgenommene Scheunen (auf den Flurstücken 434 und 433) sind 1996 nach einem Brand abgebrochen worden. | 09227488 |
| Direkt Bild zu diesem Denkmal hochladen | Zwei Wegesteine und ein Grenzstein | Weiße Mauer, Weggabelung ca. 500 m in südöstlicher Richtung (Feldweg) (Karte)                                        | 19. Jahrhundert                                                                                         | Ortsgeschichtlich und verkehrsgeschichtlich von Bedeutung. - I. Wegestein: Granit, Schrift nicht lesbar, Farbreste vorhanden - II. Wegestein: Granit, Schrift teilweise lesbar | 09225557 |

## Liste der Kulturdenkmale in Dobrig
| Bild                                    | Bezeichnung                                                  | Lage                                    | Datierung              | Beschreibung | ID       |
| --------------------------------------- | ------------------------------------------------------------ | --------------------------------------- | ---------------------- | --- | -------- |
| Direkt Bild zu diesem Denkmal hochladen | Wegestein                                                    | Am Wiesengrund, Ecke Landstraße (Karte) | 19. Jahrhundert        | Ortsgeschichtlich und verkehrsgeschichtlich von Bedeutung, Granitstele auf quadratischem Grundriss mit flachpyramidalem Abschluss, leicht eingetiefte Schrifttafel, Beschriftung nicht lesbar | 09228390 |
| Direkt Bild zu diesem Denkmal hochladen | Wohnstallhaus, Seitengebäude und Scheune eines Dreiseithofes | Am Wiesengrund 6 (Karte)                | Anfang 19. Jahrhundert | Wohnstallhaus Obergeschoss Fachwerk verbrettert, repräsentativer Hof mit erhaltener Struktur, baugeschichtlich und wirtschaftsgeschichtlich von Bedeutung. - Wohnstallhaus: Obergeschoss Fachwerk, verbrettert, Erdgeschoss Bruchsteinmauerwerk, Granitgewände, Krüppelwalmdach, Hechtgaupen - Scheune verbrettert - Seitengebäude: Bruchsteinmauerwerk, Tordurchfahrt | 09227491 |
| Direkt Bild zu diesem Denkmal hochladen | Wohnstallhaus und Scheune eines Bauernhofes                  | Am Wiesengrund 8 (Karte)                | Um 1800                | Wohnstallhaus Obergeschoss Fachwerk verputzt, Scheune verbrettert, baugeschichtlich und wirtschaftsgeschichtlich von Bedeutung | 0922577  |
| Direkt Bild zu diesem Denkmal hochladen | Wohnstallhaus und Scheune eines Bauernhofes                  | Am Wiesengrund 9 (Karte)                | Um 1800                | Wohnstallhaus Obergeschoss Fachwerk verputzt, Scheune verbrettert, bau- und wirtschaftsgeschichtlich von Bedeutung | 09225776 |

## Liste der Kulturdenkmale in Gödlau
| Bild                                    | Bezeichnung                                   | Lage                                                      | Datierung                                          | Beschreibung | ID       |
| --------------------------------------- | --------------------------------------------- | --------------------------------------------------------- | -------------------------------------------------- | --- | -------- |
| Direkt Bild zu diesem Denkmal hochladen | Wegestein                                     | Dorfstraße, an der Weggabelung nördlich des Ortes (Karte) | 19. Jahrhundert                                    | Verkehrsgeschichtlich von Bedeutung, Granit, Schrift nicht erkennbar, Säule durch Entwässerungsgrube (unmittelbar davor) stark gefährdet | 09226289 |
| Direkt Bild zu diesem Denkmal hochladen | Wohnhaus und Scheune eines Zweiseithofes      | Dorfstraße 2 (Karte)                                      | Vor 1800                                           | Wohnhaus Obergeschoss Fachwerk, Fachwerkscheune verbrettert, baugeschichtlich von Bedeutung, originale Fenstergröße | 09225964 |
| Direkt Bild zu diesem Denkmal hochladen | Wohnstallhaus und Scheune eines Zweiseithofes | Dorfstraße 11 (Karte)                                     | 18. Jahrhundert (Wohnstallhaus); um 1900 (Scheune) | Wohnstallhaus Obergeschoss Fachwerk verbrettert, baugeschichtlich und wirtschaftsgeschichtlich von Bedeutung, Wohnstallhaus mit massivem Erdgeschoss, Obergeschoss ein liegendes Fenster, verbrettert, Schleppdach (ehemaliger Stall), Porphyr-Türgewände | 09223055 |

## Liste der Kulturdenkmale in Kindisch
| Bild                                    | Bezeichnung                                                                         | Lage                          | Datierung                    | Beschreibung | ID       |
| --------------------------------------- | ----------------------------------------------------------------------------------- | ----------------------------- | ---------------------------- | --- | -------- |
|                                         | Denkmal für die Gefallenen des Ersten Weltkrieges mit Einfriedung aus Granitpfosten | Am Mühlgraben 2 (bei) (Karte) | Nach 1918                    | Ortsgeschichtlich von Bedeutung, Granit | 09226385 |
| Direkt Bild zu diesem Denkmal hochladen | Wohnhaus                                                                            | Amselweg 7 (Karte)            | Spätes 18. Jahrhundert       | Obergeschoss Fachwerk verbrettert, baugeschichtlich von Bedeutung, Giebel verbrettert, Zierblendrahmen (Tropfleiste, heruntergezogene Randbretter) | 09226302 |
| Direkt Bild zu diesem Denkmal hochladen | Wohnstallhaus, Scheune und Seitengebäude eines Dreiseithofes                        | Auenweg 2 (Karte)             | 1. Hälfte 19. Jahrhundert    | Wohnstallhaus mit Fachwerk im Obergeschoss, neue Holzverschalung, Seitengebäude und Scheune verbrettert, baugeschichtlich und wirtschaftsgeschichtlich von Bedeutung, bis März 2012 irrtümlich unter Auenweg 7 in der Denkmalliste | 09226417 |
| Direkt Bild zu diesem Denkmal hochladen | Wohnstallhaus                                                                       | Auenweg 8 (Karte)             | Türstock bezeichnet mit 1846 | Putzbau mit Sandsteingewänden, zugewandter Giebel mit Krüppelwalm, langer Dachhecht, baugeschichtlich von Bedeutung, großer zweigeschossiger Massivbau, Krüppelwalm mit Hechtgaupe, Granitsohlbänke, hölzernes Vorhäuschen, segmentbogenförmiger Türstock (Granit), sechsteilige Füllungstür mit Oberlicht, wohl original, zum Teil originale Fenster | 09226382 |
| Direkt Bild zu diesem Denkmal hochladen | Wohnstallhaus                                                                       | Hochsteinstraße 3 (Karte)     | Spätes 18. Jahrhundert       | Obergeschoss Fachwerk, teils verputzt, teils verbrettert, ohne rückwärtigen Anbau, baugeschichtlich von Bedeutung, hölzernes Vorhäuschen, Fensterzierblendrahmen, originale Fenster | 09226387 |
| Direkt Bild zu diesem Denkmal hochladen | Wohnstallhaus                                                                       | Hochsteinstraße 10 (Karte)    | Spätes 18. Jahrhundert       | Obergeschoss Fachwerk verbrettert, baugeschichtlich von Bedeutung, schlichter Granittürstock, Giebel verbrettert | 09226386 |
| Direkt Bild zu diesem Denkmal hochladen | Wohnhaus                                                                            | Hochsteinstraße 19 (Karte)    | Spätes 18. Jahrhundert       | Obergeschoss Fachwerk verputzt, baugeschichtlich von Bedeutung, verputzt, originale Fenstergrößen | 09226348 |

## Liste der Kulturdenkmale inKriepitz
| Bild                                    | Bezeichnung                                                        | Lage                                                                  | Datierung       | Beschreibung | ID       |
| --------------------------------------- | ------------------------------------------------------------------ | --------------------------------------------------------------------- | --------------- | --- | -------- |
| Direkt Bild zu diesem Denkmal hochladen | Wegestein                                                          | (Straße von Kriepitz nach Panschwitz-Kuckau, Straßengabelung) (Karte) | 19. Jahrhundert | Verkehrsgeschichtlich von Bedeutung, Granitsäule (Steinwegweiser Kriepitz nach Panschwitz-Kuckau) mit quadratischem Sockel, schmalerem hohen Schaft mit abgefasten Kanten und breiterem Kopf mit flachpyramidalem Abschluss, auf den Seitenflächen des Kopfes neu aufgemalte Orts- und Entfernungsangaben sowie Richtungsweiser (zuvor Schrift nicht mehr lesbar, noch blaue Farbreste vorhanden) | 09228389 |
| Direkt Bild zu diesem Denkmal hochladen | Wohnstallhaus                                                      | Kleiner Weg 1 (Karte)                                                 | 18. Jahrhundert | Obergeschoss Fachwerk verputzt, Giebel verbrettert, baugeschichtlich von Bedeutung, Frackdach | 09227460 |
| Direkt Bild zu diesem Denkmal hochladen | Handschwengelpumpe aus Holz                                        | Prietitzer Straße (Karte)                                             | Um 1900         | Sozialgeschichtlich von Bedeutung | 09227459 |
|                                         | Drei Gedenksteine für die Opfer des Ersten und Zweiten Weltkrieges | Prietitzer Straße (Karte)                                             | Nach 1918       | Ortsgeschichtlich von Bedeutung, neu? | 09227458 |
| Direkt Bild zu diesem Denkmal hochladen | Wegestein                                                          | Straße des Friedens, nördliches Ufer des Dorfteiches (Karte)          | 19. Jahrhundert | Ortsgeschichtlich und verkehrsgeschichtlich von Bedeutung, Stele aus Granit auf quadratischem Grundriss und mit flachpyramidalem Abschluss, neu aufgemalte Orts- und Entfernungsangaben sowie Richtungsweiser | 09304231 |

## Liste der Kulturdenkmale in Ossel
| Bild                                    | Bezeichnung     | Lage                                       | Datierung       | Beschreibung                                            | ID       |
| --------------------------------------- | --------------- | ------------------------------------------ | --------------- | ------------------------------------------------------- | -------- |
| Direkt Bild zu diesem Denkmal hochladen | Wegestein       | Siedlung Boderitz (Karte)                  | 19. Jahrhundert | Verkehrsgeschichtlich von Bedeutung                     | 09306945 |
| Direkt Bild zu diesem Denkmal hochladen | Gemarkungsstein | Siedlung Boderitz 3, 4 (gegenüber) (Karte) | 19. Jahrhundert | Ortsgeschichtlich von Bedeutung                         | 09305880 |
| Direkt Bild zu diesem Denkmal hochladen | Gemarkungsstein | Siedlung Boderitz 15 (gegenüber) (Karte)   | 19. Jahrhundert | Ortsgeschichtlich von Bedeutung, Granit, Schrift lesbar | 09228392 |

## Liste der Kulturdenkmale in Prietitz
| Bild                                    | Bezeichnung | Lage                                        | Datierung                                                                                  | Beschreibung | ID       |
| --------------------------------------- | --- | ------------------------------------------- | ------------------------------------------------------------------------------------------ | --- | -------- |
| Weitere Bilder                          | Kirche mit Kirchhof und Einfriedung sowie drei Grabmale, zwei Grabanlagen und ein Steintrog | Am Park (Karte)                             | 1881 (Kirche); 18. Jahrhundert (Grabmal)                                                   | Saalkirche, schlichter Putzbau auf rechteckigem Grundriss mit geradem Ostschluss, steiles Satteldach mit Dachreiter, baugeschichtlich und ortsgeschichtlich von Bedeutung. - Kleine Saalkirche. Der Vorgängerbau von 1280 wurde 1881 durch den jetzigen Bau nach Plänen von Gotthilf Ludwig Möckel ersetzt. Schmuckloser Putzbau auf rechteckigem Grundriss mit geradem Ostschluss. Steiles Satteldach mit Dachreiter. Im Innern flachgedeckt. Neugotische hölzerne Empore an der West- und Nordseite, die sich im Chorbereich als Herrschaftsloge fortsetzt. Aus dem Vorgängerbau hölzerner Epitaphaltar, 1646, dessen Rahmen 1887 in Anlehnung an den älteren erneuert worden ist, 1992 restauriert. Predella mit gemalter Darstellung des Abendmahls. Im Hauptfeld als Relief Kreuzigung mit Maria und Johannes, in seitlichen Rundbogennischen die Stifterfamilie des Wolf von Ponikau als gefasste kniende Schnitzfiguren. Darüber gemalte Grablegung, im Giebel Auferstehung. Schlichte Kanzel von 1636, am Korb gemalte Darstellung des Salvator mundi, Lukas und Johannes von Georgio Horn. Taufe, Schnitzarbeit aus der Neubauzeit. Gute Holzepitaphien von 1685, 1697, 1698 und 1726. Kleine Kegelladen-Orgel von Eule, 1881. Qualitätvolle klassizistische Denkmäler für Hieronymus Friedrich von Stammer († 1778) und Johanna Auguste von Stammer († 1781), in der Sakristei. - Grabmale auf dem Kirchhof: - große Begräbnisstätte der Familie von Einsiedel mit Gräbern des Kabinettministers Detlev Graf von Einsiedel (1773–1861) und seiner Frau Friederike, geborene Gräfin von Schulenburg (1773–1832), (darunter ehemals Bronze-Büste der Gräfin Sophie Auguste von Einsiedel, geborene Gräfin von Loeben (gestorben 1797) auf Marmorsockel), mit denkmalschutzrechtlicher Genehmigung vom 5. Oktober 2015 umgesetzt nach Großröhrsdorf, Ortsteil Kleinröhrsdorf, an der Siedlung 21 (siehe Obj. 09289689) - Erbbegräbnis der Familie von Wiedebach mit schmiedeeiserner Einfriedung, unter anderem Ludwig Hermann Gottlob von Wiedebach (17??–1857) - drei barocke Grabmale an der nördlichen Kirchenwand, vermutlich Pfarrer der Gemeinde, Inschriften angewittert, Sandstein, 18. Jahrhundert | 09225767 |
| Weitere Bilder                          | Rittergut und Gutspark Prietitz: Herrenhaus, östliches Remisengebäude (heute Feuerwehr), der Gutspark (Gartendenkmal) mit Parkeinfriedungsmauer und Toreinfahrt sowie Postament im Park und Eiskeller | Am Park 1 (Karte)                           | 1770 (Herrenhaus); 1. Hälfte 19. Jahrhundert (Remisengebäude); 18. Jahrhundert (Postament) | Herrenhaus schlichter Putzbau mit Satteldach, barockes Türportal, Remisengebäude Putzbau mit Oculi im Drempel, linksseitige Toreinfahrt, Satteldach mit Heuluke, baugeschichtlich, ortsgeschichtlich und gartengeschichtlich sowie landschaftsgestaltend von Bedeutung. Herrenhaus stark verändert, zweigeschossig, barockes Türportal. Die ehemalige Schlossgärtnerei, 1828 als „niederer Lustgarten mit zwei Grüften“ bezeichnet, besaß vor 1945 einen Rosengarten mit Rankgerüsten und Zierbrunnen, und wird heute als Baumschule mit Anzuchthäusern genutzt. Schloss, Wohnungen. Rechteckiger Bau mit einem Obergeschoss und abgewalmtem Satteldach, 1770. Portal mit geschweifter Verdachung und Wappenaufsatz aus Gusseisen. In der Vorhalle Wanddekorationen des Rokoko. | 09225770 |
| Weitere Bilder                          | Wohnstallhaus | Gartenstraße 1 (Karte)                      | Um 1800                                                                                    | Obergeschoss Fachwerk verbrettert, ohne Anbau, ursprüngliche Bausubstanz, baugeschichtlich von Bedeutung | 09225642 |
| Weitere Bilder                          | Pfarrhaus | Gartenstraße 5 (Karte)                      | 1793                                                                                       | Obergeschoss Fachwerk verbrettert, baugeschichtlich und ortsgeschichtlich von Bedeutung, Granittürstock, Krüppelwalmdach, Tür original | 09225644 |
| Direkt Bild zu diesem Denkmal hochladen | Wegestein | Hauptstraße, Ecke Kriepitzer Straße (Karte) | Bezeichnet mit 1852                                                                        | Ortsgeschichtlich und verkehrsgeschichtlich von Bedeutung, hohe Granitstele auf quadratischem Grundriss, mit flachem Abschluss, auf einer Seitenfläche bezeichnet mit „T. 1852“, darunter Orts- und Entfernungsangaben sowie Richtungsweiser neu aufgebracht | 09304232 |
| Weitere Bilder                          | Denkmal für die Gefallenen des Ersten Weltkrieges, daneben Steintrog | Hauptstraße (Karte)                         | Nach 1918 (Kriegerdenkmal); 19. Jahrhundert (Wassertrog)                                   | Ortsgeschichtlich und sozialgeschichtlich von Bedeutung, Granit | 09225641 |
|                                         | Seitengebäude eines Vierseithofes | Hauptstraße 1 (Karte)                       | Um 1873                                                                                    | Aufwändiger Klinkerbau mit zwei flachen übergiebelten Mittelrisaliten mit Bekrönung, in deren Giebel Rosetten mit Zierklinkern, Lüftungsfenster im Obergeschoss ebenfalls mit Zierklinkern, baugeschichtlich und wirtschaftsgeschichtlich von Bedeutung, zweifarbige Klinker, Toreinfahrten, nach 1960 von LPG genutzt | 09225677 |
|                                         | Ehemalige Schule und winkelförmig angebautes Nebengebäude sowie schmiedeeiserne Einfriedung | Hauptstraße 9 (Karte)                       | 1854                                                                                       | Hoher Originalitätsgrad, Bestandteil des Ensembles Kirche/Friedhof, bildprägend, baugeschichtlich und ortsgeschichtlich von Bedeutung. Wohlproportionierter zweigeschossiger Bruchstein-Massivbau (verputzt, mit Granitquaderungen an Gebäudeecken) mit rückseitig-rechtwinkligem eingeschossigem Anbau, original erhaltene Proportionen (Wand-Öffnung-Verhältnis), Granitgewände, zum Teil Ziegelausmauerungen, Satteldach mit Biberschwanzdeckung. Anbau mit Satteldach (Biberschwänze) – eventuell ursprünglich Karzer oder Gerätehaus? | 09226248 |
| Direkt Bild zu diesem Denkmal hochladen | Wohnstallhaus | Hauptstraße 14 (Karte)                      | Mitte 19. Jahrhundert                                                                      | Obergeschoss Fachwerk, ohne späteren Anbau, baugeschichtlich von Bedeutung, Blickachse Schanze | 09225725 |
| Direkt Bild zu diesem Denkmal hochladen | Wohnstallhaus und Scheune mit Anbau eines Dreiseithofes | Hauptstraße 21 (Karte)                      | 18. Jahrhundert                                                                            | Baugeschichtlich und wirtschaftsgeschichtlich von Bedeutung. - Wohnstallhaus: zweigeschossig, Obergeschoss Fachwerk, Giebel verkleidet - Scheune: Fachwerk, Lehmausfachung, Hechtgaupe | 09225631 |

## Liste der Kulturdenkmale in Rauschwitz
| Bild                                    | Bezeichnung                                           | Lage                                                | Datierung                                                  | Beschreibung | ID       |
| --------------------------------------- | ----------------------------------------------------- | --------------------------------------------------- | ---------------------------------------------------------- | --- | -------- |
| Direkt Bild zu diesem Denkmal hochladen | Denkmal für die Gefallenen des Ersten Weltkrieges     | Bischofswerdaer Landstraße, Ecke Poststraße (Karte) | Bezeichnet mit 1920                                        | Ortsgeschichtlich von Bedeutung, Granit | 09225942 |
| Weitere Bilder                          | Wohnhaus und Seitengebäude der ehemaligen Riesigmühle | Mühlweg 5 (Karte)                                   | 1912 (Wohnhaus); 1. Hälfte 19. Jahrhundert (Seitengebäude) | Jetziges Wohnhaus nach Brand 1912 an Stelle des früheren Wohnmühlengebäudes errichtet (ohne Mühlenfunktion), Seitengebäude Obergeschoss Fachwerk, baugeschichtlich und ortsgeschichtlich von Bedeutung. Ehem. Riesigmühle: - Schneidemühle abgebrochen, Reste der Radkammer vorhanden, Obergraben verfüllt, Untergraben vorhanden - Wohnhaus: Satteldach, Biberschwanzdeckung, Sägezahnfries - Stall: Kappengewölbe mit Granitsäulen | 09225930 |
| Direkt Bild zu diesem Denkmal hochladen | Wohnhaus                                              | Zum Steinberg 3 (Karte)                             | Wahrscheinlich 18. Jahrhundert                             | Obergeschoss Fachwerk, baugeschichtlich von Bedeutung, Fachwerkstock unregelmäßig, originale Fenstergröße | 09226284 |
| Direkt Bild zu diesem Denkmal hochladen | Wohnstallhaus mit integrierter Scheune                | Zum Steinberg 5 (Karte)                             | 1. Viertel 19. Jahrhundert                                 | Obergeschoss Fachwerk, baugeschichtlich von Bedeutung, Scheunenteil mit wandhohen Kreuzstreben, zum Teil originale Fenster | 09225832 |
| Direkt Bild zu diesem Denkmal hochladen | Wohnstallhaus                                         | Zum Steinberg 14 (Karte)                            | Anfang 20. Jahrhundert, Kern womöglich älter               | Obergeschoss Fachwerk, weitgehend originale Bausubstanz, baugeschichtlich von Bedeutung, Giebel verschiefert, originale Fenster, mit Lastenaufzug (Heuaufzug vor 2012 abgebrochen), Granitbank | 09225946 |

## Liste der Kulturdenkmale in Rehnsdorf
| Bild                                    | Bezeichnung     | Lage                                                        | Datierung       | Beschreibung | ID       |
| --------------------------------------- | --------------- | ----------------------------------------------------------- | --------------- | --- | -------- |
| Direkt Bild zu diesem Denkmal hochladen | Wegestein       | (Straße von Steina nach Dobrig, Abzweig Rauschwitz) (Karte) | 19. Jahrhundert | Verkehrsgeschichtlich von Bedeutung, grob behauene Granitstele mit flachem Abschluss, eingetiefter Schriftspiegel in der Mitte der Stele mit aufgemalten Orts- und Entfernungsangaben sowie Richtungsweisern | 09228398 |
| Direkt Bild zu diesem Denkmal hochladen | Gemarkungsstein | (Ortsausgang, Richtung Rauschwitz) (Karte)                  | 19. Jahrhundert | Ortsgeschichtlich von Bedeutung, Granit, Schrift noch lesbar | 09228397 |

## Liste der Kulturdenkmale in Welka
| Bild                                    | Bezeichnung              | Lage                     | Datierung       | Beschreibung | ID       |
| --------------------------------------- | ------------------------ | ------------------------ | --------------- | --- | -------- |
| Direkt Bild zu diesem Denkmal hochladen | Wohnstallhaus ohne Anbau | Siedlung Welka 7 (Karte) | 18. Jahrhundert | Obergeschoss Fachwerk, baugeschichtliche Bedeutung, Fachwerk verputzt, Holztürstock, Brandmauer, Giebel verbrettert | 09227493 |

## Liste der Kulturdenkmale in Wohla
| Bild                                    | Bezeichnung | Lage                                                             | Datierung       | Beschreibung | ID       |
| --------------------------------------- | ----------- | ---------------------------------------------------------------- | --------------- | --- | -------- |
| Direkt Bild zu diesem Denkmal hochladen | Wegestein   | (Hauptstraße nach Prietitz, rechte Seite, Abzweig Wohla) (Karte) | 19. Jahrhundert | Verkehrsgeschichtlich von Bedeutung, Granitstele auf quadratischem Grundriss, mit flachem Abschluss, Beschriftung nicht mehr lesbar | 09228393 |

## Streichungen von der Denkmalliste

### Streichungen von der Denkmalliste (Elstra)
| Bild                                    | Bezeichnung                        | Lage                                        | Datierung                 | Beschreibung | ID       |
| --------------------------------------- | ---------------------------------- | ------------------------------------------- | ------------------------- | --- | -------- |
|                                         | Eisenbahnbrücke                    | (Straße zur früheren Ehrlichtmühle) (Karte) | Um 1890                   | Ehem. Eisenbahnbrücke über die Straße "Weiße Mauer" zur früheren Ehrlichtmühle, technikgeschichtlich von Bedeutung; nach 2014 von der Denkmalliste gestrichen. | 09228400 |
| Direkt Bild zu diesem Denkmal hochladen | Wohnhaus in geschlossener Bebauung | Pulsnitzer Straße 26 (Karte)                | 1. Hälfte 19. Jahrhundert | Obergeschoss Fachwerk verputzt, baugeschichtlich und städtebaulich von Bedeutung; nach 2014 von der Denkmalliste gestrichen                                    | 09223065 |

### Streichungen von der Denkmalliste (Welka)
| Bild                                    | Bezeichnung              | Lage                     | Datierung                  | Beschreibung | ID       |
| --------------------------------------- | ------------------------ | ------------------------ | -------------------------- | --- | -------- |
| Direkt Bild zu diesem Denkmal hochladen | Wohnstallhaus ohne Anbau | Siedlung Welka 2 (Karte) | 1. Viertel 19. Jahrhundert | Obergeschoss Fachwerk, baugeschichtliche Bedeutung; nach 2014 von der Denkmalliste gestrichen, vermutlich abgerissen | 09227492 |

## Tabellenlegende
- Bild: Bild des Kulturdenkmals, ggf. zusätzlich mit einem Link zu weiteren Fotos des Kulturdenkmals im Medienarchiv Wikimedia Commons. Wenn man auf das Kamerasymbol klickt, können Fotos zu Kulturdenkmalen aus dieser Liste hochgeladen werden:
- Bezeichnung: Denkmalgeschützte Objekte und ggf. Bauwerksname des Kulturdenkmals
- Lage: Straßenname und Hausnummer oder Flurstücknummer des Kulturdenkmals. Die Grundsortierung der Liste erfolgt nach dieser Adresse. Der Link (Karte) führt zu verschiedenen Kartendiensten mit der Position des Kulturdenkmals. Fehlt dieser Link, wurden die Koordinaten noch nicht eingetragen. Sind diese bekannt, können sie über ein Tool mit einer Kartenansicht einfach nachgetragen werden. In dieser Kartenansicht sind Kulturdenkmale ohne Koordinaten mit einem roten bzw. orangen Marker dargestellt und können durch Verschieben auf die richtige Position in der Karte mit Koordinaten versehen werden. Kulturdenkmale ohne Bild sind an einem blauen bzw. roten Marker erkennbar.
- Datierung: Baubeginn, Fertigstellung, Datum der Erstnennung oder grobe zeitliche Einordnung entsprechend des Eintrags in der sächsischen Denkmaldatenbank
- Beschreibung: Kurzcharakteristik des Kulturdenkmals entsprechend des Eintrags in der sächsischen Denkmaldatenbank, ggf. ergänzt durch die dort nur selten veröffentlichten Erfassungstexte oder zusätzliche Informationen
- ID: Vom Landesamt für Denkmalpflege Sachsen vergebene, das Kulturdenkmal eindeutig identifizierende Objekt-Nummer. Der Link führt zum PDF-Denkmaldokument des Landesamtes für Denkmalpflege Sachsen. Bei ehemaligen Kulturdenkmalen können die Objektnummern unbekannt sein und deshalb fehlen bzw. die Links von aus der Datenbank entfernten Objektnummern ins Leere führen. Ein ggf. vorhandenes Icon  führt zu den Angaben des Kulturdenkmals bei Wikidata.

## Ausführliche Denkmaltexte
1. ↑  Der in einem weiten Bogen verlaufende Zufahrtsweg führt zum Schlossvorplatz, von dem die Auffahrt und eine Treppe des überdachten Schlosseinganges erreicht wird. Der Schlossgarten liegt im Wesentlichen in zwei Ebenen. Die untere Ebene weist Reste eines alten Baumbestandes in Schlossnähe auf. Die regelmäßige Stellung der Linden und Kastanien ist auf eine barocke Grundstruktur zurückzuführen, die Kronenform der Bäume weist auf einst geschnittene Kronen hin. Im Nordosten des Schlosses liegt eine rechteckige Fläche, deren eine Längsseite von einer Baumreihe (Linden, Buchen) begrenzt wird. Auf der Plateaufläche sind in dem relativ dicht stehendem Baumbestand Baumreihen erkennbar. Eine  Längsachse hat scheinbar in einer kleinen Bastion (Aussichtsplatz) ihren Endpunkt. Diese Bastion steht gleichfalls in der Flucht des Schlossgartentores und somit in gerader Linie zur Lessinggasse, die zum Markt führt. Aufschlussreich ist das Meilenblatt von 1803 (Berliner Exemplar), auf dem eine geometrische Grundstruktur des Schlossgartens in beiden Ebenen zu erkennen ist. Mehrere kleine bogenförmige Terrassen sind im Südosten des einstigen Schlosses auf dem Plan eingetragen. Am Relief und der Einfriedung lässt sich bis heute die einstige Gliederung der Gartenanlage nachvollziehen, wenngleich auch jüngere Gartenprägungen diese strengen Konturen verwischten und das um die Jahrhundertwende erbaute Schloss mit seiner lebhaften Fassadengliederung wenig Symmetrie ausstrahlt. Der Teich ist nach 1990 neu angelegt worden. Die weiß gefasste Sandsteinskulptur stellt Herkules dar, der die Weltkugel trägt. Sie steht in Nähe des Tores der Schlosszufahrt. Das Original der 1954 angefertigten und hier aufgestellten und mit „Copie / RK / 1954“ bezeichneten Figur wird Balthasar Permoser zugeschriebenen.
Heute erscheint der Schlossgarten mit seinen unterschiedlichen Zeitschichten eher als ein großer Villengarten. Hervorzuheben ist eine Eiche, die als Solitärbaum die obere Ebene des Gartens beherrscht. Der als Neugierde zu bezeichnende Aussichtsplatz an der Südostecke des Schlossparks hat durch die starke Umbauung des Schlossgartens mit Einfamilienhäusern seine Funktion verloren. Dem Schloss ist im Südosten eine Terrasse vorgelagert. Die auf Fotos nachweisbare gärtnerische Ausschmückung des schlossnahen Bereiches ging verloren.
Der alte Gutshof ist mit seinem inneren Hof und äußeren Nutzgartenflächen weitestgehend erhalten, Abschnitte der Einfriedungsmauer aus Bruchsteinmauerwerk stehen im Norden und Westen des Areals. Ein Taubenhaus befindet sich auf dem Hof.
Die beiden Ebenen der barocken Gliederung des Gartens und der alte Baumbestand, der ebenfalls alte Grundstrukturen bewahrt, prägen die heute eher als Villengarten anzusprechende Parkanlage des einstigen Gutsparks. Der Park wird von dem 1903 im Villenstil erbauten Neuen Schloss bestimmt und lässt die Verknüpfung alter gewachsener Gartenstrukturen mit der um 1900 modernen Auffassung eines Villengartens erkennen. In dieser Übergangsrolle besteht der gartengeschichtliche Wert der heute überkommenen Parkanlage.
2. ↑  Auf der wohl ältesten Karte von Prietitz wurde 1783 die Anlage des Ritterguts mit Herrenhaus, Nebengebäuden und zwei von Mauern umgrenzten Gärten dargestellt. Das Meilenblatt von 1804 (Berliner Exemplar) zeigt in dem westlichen Garten noch eine relativ regelmäßige Aufteilung. Im 19. Jahrhundert verbindet sich die Geschichte des alten Rittergutes und Gutssparks Prietitz mit den Besitzungen der Familie von Einsiedel. Unter Detlev Carl von Einsiedel (1737 Dresden – 1810 Mückenberg) wurde der Wolkenburger Schlossgarten zum Schlosspark im englischen Stil umgestaltet. Sein Sohn, Detlev von Einsiedel, heiratete Johanna Friederike Louise von der Schulenburg, die das Rittergut Prietitz nach 1800 besaß. So kam Prietitz an ihn. Er besaß zudem die Rittergüter Wolkenburg, Ehrenberg bei Waldheim und Mückenberg (zu dem Lauchhammer mit seinem Eisenwerk gehörte). Wahrscheinlich ist unter dem sächsischen Kabinettsminister Detlev von Einsiedel und seiner Frau der heute überkommene Gutspark in der ersten Hälfte des 19. Jahrhunderts im landschaftlichen Stil angelegt worden. Ihre einzige Tochter, Johanna Auguste, heiratete Carl Heinrich Sahrer von Sahr. Ab 1848 wurden die Fluren des Rittergutes Prietitz verpachtet und die Familie zog nach Ehrenberg. Die größte Fläche des Gutsparks liegt im Westen des Herrenhauses auf einem Plateau, das an seinen Rändern durch dichten, hoch aufgewachsenen alten Baumbestand (vorrangig Rotbuchen und Linden) gekennzeichnet ist. Dieser Teil wird als „Oberpark“ bezeichnet. Die sich am Böschungsfuß des Plateaus entlangziehende Parkmauer (Bruchsteinmauerwerk mit Granitabdeckplatten) wird aus dem zentralen Bereich des Parks kaum wahrgenommen, so dass die Einfriedung wie ein landschaftliches Aha wirkt. Eine kleine Anhöhe, der sogenannte Duellhügel, befindet sich im Südwestbereich des Plateaus und wird zum Teil von Stützmauern aus Bruchsteinmauerwerk abgefangen. Ebenso ist am Westrand des Plateaus ein Bankplatz von einer Stützmauer eingefasst. Im Parkgelände befinden sich drei Bänke mit Steinsockel. Die einstigen Steinauflagen sind durch Holzlatten ersetzt. Ein Sandsteinpostament, ehemals an seiner Südseite mit einer Sonnenuhr versehen, trug eine nach 1964 verschollene Sandsteinputte. Durch die Nutzung der zentralen Parkfläche als Festwiese und Fußballfeld sind einige wichtige Solitär- und Randbäume nach 1945 gefällt worden. Ein ehemaliger Eiskeller in der Nähe des nördlichen Wirtschaftstores wurde um 1950 zugeschüttet. Vom östlichen Schlosstor (mit zwei Torpfeilern, ohne Torflügel) wird im weiten Bogen ein Zufahrtsweg bis zum halbkreisförmigen Schlossvorplatz hinauf geführt. In dem tiefer liegenden Parkteil auf der Nordostseite des Schlosses, der als „Unterpark“ bezeichnet wird, befand sich ein nach 1960 zugeschütteter Teich. Ein steinerner Wassertrog, von Röhrwasser gespeist, stand im Nordosten des Schlosses und befindet sich jetzt im Dorf. An der nördlichen hohen Parkmauer (verputztes Bruchsteinmauerwerk, saniert) standen Nebengebäude. Ein Lindenpaar kennzeichnet die Nordwestecke des Parks, eine große alte Linde die Südwestecke. An diesen beiden Ecken wird der Park durch je eine Pforte mit einflügeliger Tür aus Eisenstäben erschlossen. Ein weiteres Parktor mit Pfeilern und Holztor befindet sich im Süden des Schlossvorplatzes. Die Sichtbezüge im Osten des Schlosses werden von der nach 1945 vorgenommenen dicht gedrängt stehenden Baumpflanzung beeinträchtigt. Der Denkmalwert der Anlage leitet sich aus der Geländesituation (Plateaufläche) ab. Durch die Parkgestaltung (Gehölze, Wegeführungen und Einfriedung) ist der Park in besonderer Weise mit der ihn umgebenden Landschaft verbunden. Er ist als Landschaftspark des 18./19. Jahrhunderts gartengeschichtlich und insbesondere durch seine außergewöhnliche Lage landschaftsgestalterisch wertvoll wie auch von ortsgeschichtlicher Bedeutung.